# 日本紀略
『日本紀略』（にほんきりゃく）は、平安時代に編纂された歴史書で、六国史の抜粋と、六国史以後後一条天皇までの歴史を記す。範囲は神代から長元9年（1036年）まで。編者不詳。漢文、編年体、全34巻。

## 編纂
成立時期は11世紀後半から12世紀頃とされるが不明である。編者もわからない。本来の書名もはっきりしない。『日本史紀略』、『日本史略』、『日本史類』とも呼ばれていた。

## 内容
冒頭の神代に関する稿は、後代の挿入で、当初はなかったらしい。
第20巻の前半、光孝天皇の代までは、六国史から重要部分を短く抜き出して採録している。ただし、省略版にするための字句修正を施したところもあり、完全に同文・同字ではない。
六国史にない独自の文を挿入した箇所もある。藤原種継暗殺と早良親王排除の事情に触れた部分では、政治的理由で消された『続日本紀』の削除文を記して貴重である。また、『日本後紀』の散逸部分を知る際に『日本紀略』が助けになる。
宇多天皇から後一条天皇まで、887年から1036年の記述は、抜粋ではなく日本紀略編者の作った部分である。『新国史』などに資料を求めたようだが、内容的には月日の記録に疎漏があるという。

## 備考
- 時代が下るにつれ、六国史が担っていた機能が貴族や官人といった個々の日記に分担されるようになると、『日本紀略』や『百錬抄』といった日記を利用した漢文編年史書が登場するようになる。これらは勅撰ではないため、「私撰国史」とも認識されている[1]。